# Cymbiola magnifica
Cymbiola magnifica, tên tiếng Anh: magnificent volute, là một loài ốc biển cỡ lớn, là động vật thân mềm chân bụng sống ở biển trong họ Volutidae, họ ốc dừa.

## Hình ảnh

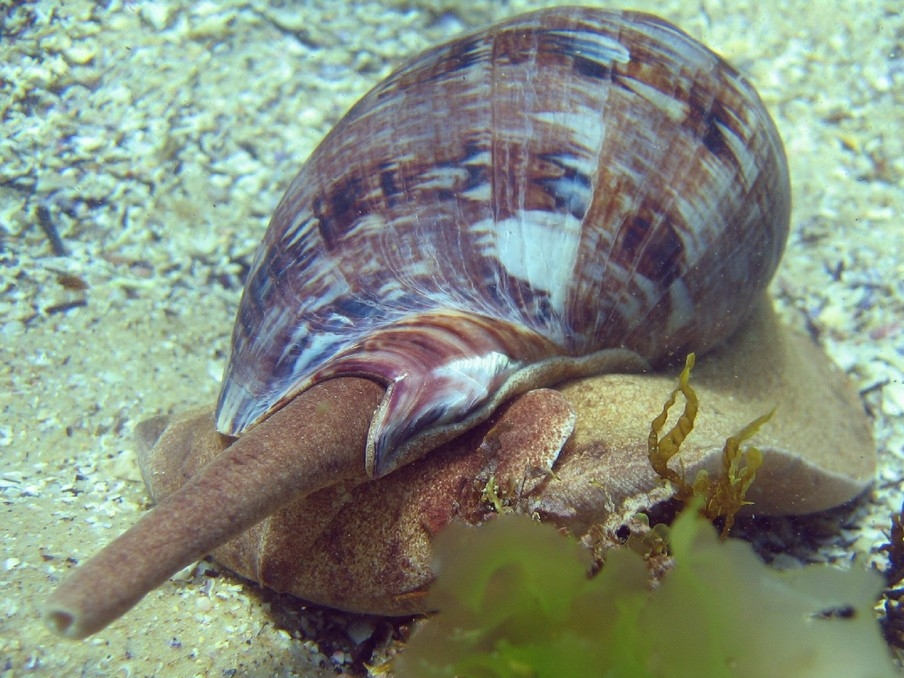